# اليزيديون في روسيا
اليزيديون في روسيا هم الأشخاص الذين ولدوا في دولة تركيا أو يقيمون فيها من أصل إيزيدي بشكل كامل أو جزئي، وهي جماعة إثنية دينية. تشير المصادر إلى أنه هناك حوالي 60,586 يزيديين يعيشون في روسيا، ويتواجدون في المقام الأول في مدينة موسكو والتي تضم على ألف إيزيدي وهناك تواجد بشكل أقل في التكتلات الأخرى. والعديد من الإيزيديين في روسيا هاجروا من أرمينيا أو جورجيا خصوصاً منذ عقد 1990.